# Jornal da Noite (SIC)
O Jornal da Noite é um telejornal de horário nobre da SIC, que vai para o ar todos os dias às 20h (horário de Lisboa). É atualmente apresentado pelos jornalistas Rodrigo Guedes de Carvalho, Clara de Sousa e João Moleira. Tem o lema de "O País e o mundo, todos os dias às 20". É emitido em simultâneo na SIC, SIC Internacional e SIC Notícias.
No seu site oficial, o Jornal da Noite oferece versões resumidas das suas edições de 10, 15 e 20 minutos.
De acordo com um estudo feito entre os dias 5 e 9 de setembro de 2011, os temas editoriais do Jornal da Noite ocuparam a seguinte duração total: Economia (45 minutos de emissão), Mundo (27 minutos), Política (18 minutos), Geral (13 minutos), Desporto (13 minutos), Cultura (12 minutos), Educação (10 minutos), Segurança/Justiça (7 minutos) e Saúde (3 minutos).

## História
A SIC começou as suas emissões no dia 6 de outubro de 1992, com o seu primeiro espaço noticioso a ser apresentado por Alberta Marques Fernandes, que foi para o ar às 16h30, e que teve como notícia de abertura um protesto dos alunos da Faculdade de Ciências Sociais e Humanas da Universidade Nova de Lisboa contra o aumento de propinas. Enquanto isso, o primeiro telejornal (o Jornal da Noite) foi para o ar nesse mesmo dia, às 20h, com apresentação de José Alberto Carvalho, que abriu com uma reunião do Conselho de Estado sobre Timor-Leste.
Os primeiros pivots incluíam José Alberto Carvalho, Rodrigo Guedes de Carvalho, Maria João Ruela e Conceição Lino, que alternavam na apresentação. O cenário, da autoria de Tomás Taveira, colocava a redação atrás da mesa dos pivots, numa cenografia inspirada na CNN, que tinha como principio subjacente a transmissão de notícias através do local onde estas eram feitas.
O enquadramento editorial veio a representar uma rutura com a informação feita até aí, inserindo temas como a justiça e a saúde em posições mais privilegiadas do alinhamento, ao mesmo tempo que apostava fortemente em reportagens de rua, demonstrando os rostos do descontentamento.
Foi na sequência desta nova forma de fazer informação que a SIC começou a ganhar terreno, sobretudo com o bloqueio na Ponte 25 de abril, em 1994, feita em protesto contra o aumento das portagens, e que representou uma das maiores demonstrações de desobediência civil no Portugal democrático, e o início do fim do Cavaquismo. Nesse mesmo ano, a revelação pública das gravuras rupestres no Vale do Côa, e todo o movimento pela salvaguarda que se seguiu, também foi largamente acompanhado pela informação da SIC. Esta grande aposta na informação motivou o crescimento exponencial das audiências da SIC, tendo o Jornal da Noite ultrapassado o Telejornal em junho de 1995.

## Apresentadores

### Atuais Apresentadores
Segue os apresentadores:[carece de fontes?]
| Anos          | Apresentador               | Dias          |
| ------------- | -------------------------- | ------------- |
| 1992-presente | Rodrigo Guedes de Carvalho | Todos os dias |
| 2001-presente | Clara de Sousa             | Todos os dias |
| 2020-presente | João Moleira               | Todos os dias |
| 2007-presente | Bento Rodrigues            | Pontualmente  |
| ? - presente  | Ana Patrícia Carvalho      | Pontualmente  |

### Antigos Apresentadores
Seguem os apresentadores:[carece de fontes?]
- Conceição Lino (1992-2011)
- José Alberto Carvalho (1992-2001)
- Maria João Ruela (1992-2016)
- Nuno Santos (1997-2001)
- Paulo Camacho (1992-2007)
- Pedro Mourinho (2011-2020)
- Ana Lourenço (2004-2006)
- João Adelino Faria (2004-2006)
- Carlos Daniel (2000-2001)
- Paulo Nogueira (1992-2019)

## Rubricas
| Segundas | Terças                                                                            | Quartas                                                    | Quintas | Sextas                                                                            | Sábados                                                              | Domingos                                                                     |
| --- | --------------------------------------------------------------------------------- | ---------------------------------------------------------- | ------- | --------------------------------------------------------------------------------- | -------------------------------------------------------------------- | ---------------------------------------------------------------------------- |
| Polígrafo SIC (fact-checking, apresentado por João Moleira) (anteriormente apresentado por Bernardo Ferrão) | Futuro Hoje (tecnologia, apresentado por Lourenço Medeiros)                       | Contas Poupança (finanças, apresentado por Pedro Anderson) |         |                                                                                   | Boa Cama Boa Mesa (roteiro de Portugal de restaurantes e alojamento) | Análise de Luís Marques Mendes (comentário político) (até fevereiro de 2025) |
| Polígrafo SIC (fact-checking, apresentado por João Moleira) (anteriormente apresentado por Bernardo Ferrão) | Guerra Fria (análise de política internacional, com José Milhazes e Nuno Rogeiro) | Contas Poupança (finanças, apresentado por Pedro Anderson) |         | Guerra Fria (análise de política internacional, com José Milhazes e Nuno Rogeiro) | Admirável Mundo Novo (ciência e tecnologia)                          | Análise de Luís Marques Mendes (comentário político) (até fevereiro de 2025) |

### Outras
- Vamos a jogo - Entram em campo os protagonistas do futebol de uma forma pouco usual
- Grande Reportagem SIC[26]
- Investigação SIC[27]
- Reportagem Especial SIC[28][29]

### Antigas rubricas
- Nós por Cá - apresentado por Conceição Lino (transmitido aos Domingos e, posteriormente, às terças), e que se tornou um programa independente entre 2008 e 2010[30][31]
- Perdidos e Achados - recupera e atualiza histórias, pessoas e locais que foram notícia e de que nunca mais ouvimos falar (todos os Sábados)[31][32]
- Livro de Reclamações - rubrica sobre psicologia infantil, com o psicólogo Eduardo Sá[31][33][34]
- Primeira Pessoa - rubrica de entrevistas, apresentado por Conceição Lino (transmitido às segundas, mensalmente)[31]
- Ir... é o Melhor Remédio - rubrica de viagens (transmitido às sextas)[31][35]
- Câmara Indiscreta - rubrica de tecnologias (transmitido às quintas)[31][36]
- Terra Alerta - rubrica de ambiente, apresentado por Carla Castelo[31][37]
- Mundo Moribundo - atualidade internacional, apresentado por Luís Costa Ribas[31][38]
- A Procuradora - comentário político de Manuela Moura Guedes[39][40]
- Mudar de Vida - rubrica de histórias de vida sobre mudança de profissões, estilos de vida ou localidades[41]
- E Se Fosse Consigo? - apresentado por Conceição Lino (transmitido às terças)[42]
- Aqui há História - rubrica sobre histórias escondidas da História de Portugal[43][44][45]
- Olhá Festa - rubrica sobre festas de Verão[45]
- Portugal na Esplanada - rubrica sobre viagens, com a apresentação de Hélder Correia (transmitido diariamente durante o Verão)[46]
- Ao Km - rubrica sobre viagens, com a apresentação de Paula Castanho (transmitido diariamente durante o Verão)[47][48]
- Grande Reserva - rubrica sobre vinicultura, com a apresentação de Lúcia Gonçalves (transmitido às sextas)[47][49]
- Meia Noite - rubrica sobre os locais para a passagem de ano, com a apresentação de Hélder Correia (transmitido todos os dias)[47][50]

### Prémios
Globos de Ouro
| Ano  | Prémio                        | Resultado |
| ---- | ----------------------------- | --------- |
| 1996 | Melhor Programa de Informação | Venceu    |
| 1998 | Melhor Programa de Informação | Venceu    |
| 2000 | Melhor Programa de Informação | Indicado  |
| 2002 | Melhor Programa de Informação | Venceu    |

Troféus de Televisão TV 7 Dias/Impala
| Ano  | Prémio                       | Resultado |
| ---- | ---------------------------- | --------- |
| 2020 | Informação - Melhor Programa | Venceu    |
| 2021 | Informação - Melhor Programa | Indicado  |